# 정영훈 (1960년)
정영훈(1960년 2월 4일 ~ , 전라남도 완도)은 해양수산부 산하 공공기관인 한국수산자원관리공단 이사장이다.

## 학력
- 1978년 : 완도수산고등학교 졸업
- 1985년 : 부산수산대학교 식품공학 학사
- 1988년 : 부산수산대학교 대학원 식품공학 석사
- 1993년 : 델라웨어대학교 대학원 해양정책학 석사
- 2012년 : 부경대학교 산업대학원 해양산업경영학 박사

## 경력
- 1987.05 : 제22회 기술고시 합격
- 1987.05 ~ 1995.04 : 수산청 수산사무관
- 1996.03 : 수산청 국제협력관실 국제협력담당(서기관)
- 1998.07 ~ 1999.10 : 해양수산부 국립수산물검사소 검사과장
- 2001.04 ~ 2003.04 : 해양수산부 과장(세계박람회 유치위원회 파견)
- 2003.04 ~ 2005.02 : 해양수산부 해양정책국 해양개발과장
- 2005.02 ~ 2005.03 : 해양수산부 어업자원국 어업지도과장
- 2005.03 ~ 2007.07 : 해양수산부 어업자원국 어업지도과장 / 수산정책혁식기획단 부단장(부이사관)
- 2007.07 ~ 2008.03 : 해양수산부 어업자원국 어업정책과장
- 2008.03 ~ 2009.02 : 농림수산식품부 국제수산관실 국제기구과장
- 2009.02 ~ 2010.02 : 농림수산식품부 수산인력개발원 원장(일반직고위공무원)
- 2010.02 ~ 2011.02 : 농림수산식품부 국장(외교안보연구원 파견)
- 2011.02 ~ 2012.03 : 농림수산식품부 어업자원관
- 2012.03 ~ 2013.03 : 농림수산식품부 수산정책관
- 2013.03 ~ 2013.08 : 해양수산부 수산정책관
- 2013.08 ~ 2014.12 : 국립수산과학원 원장
- 2014.12 ~ 2016.11 : 해양수산부 수산정책실장
- 2017.03 ~ 2018.6  : 한국수산자원관리공단 이사장
- 2019.03 ~         : 전남대학교 수산해양대학 초빙교수

## 수상
- 2002년 : 대통령표창
- 2008년 : 홍조근정훈장